# Avery Dennison Corporation
Avery Dennison Corporation è un'azienda statunitense produttrice e distributrice di etichette adesive per indirizzi, cartoleria e alti prodotti di carta.

## Storia
Nel 1935, R. Stanton Avery fondò la Avery a Los Angeles con il nome di Kum-Kleen Adhesive Products Company, ribattezzata poi, nel 1938, con il nome di Avery Adhesives.
La Avery Dennison Corporation venne fondata nel 1990 con l'unione di Avery e Dennison. Il quartier general è oggi a Pasadena, California. Nel 2008, Avery fu classificata al numero 376 della lista Fortune 500 con fatturato totale di 6,7 miliardi di dollari. La più importante linea di prodotti di Avery Dennison è il segmento di materiali sensibili a pressione, che da sola dà il 54% dell'intero profitto del gruppo. Oggi Avery impiega 36.000 dipendenti in tutto il mondo, avendo strutture di produzione e distribuzione in più di 60 paesi. La prima filiale d'oltremare venne fondata nei Paesi Bassi nel 1955.
I segmenti operativi di Avery sono:
- materiali sensibili a pressione in rotoli di etichette, film di applicazioni grafiche, prodotti riflettenti di sicurezza per l'autostrada
- prodotti per l'ufficio e consumatori privati, comprese le etichette e la carta termica per fax e registratori di cassa
- il Retail Information Services disegna, produce e vende, con marchi e prezzi diversi, biglietti, etichette con codici a barre, etichette stampate per prodotti e macchinari collegati
- alti prodotti industriali, come RFID, nastri adesivi, etichette di sicurezza e film protettivi

Avery si fuse, nel 1990, con Dennison Manufacturing Company, ubicata a Framingham, Massachusetts, azienda fondata nel 1844 e produttrice di scatole per gioielli e orologi, una compagnia di Aaron Lufkin Dennison, che fu pioniera nel settore statunitense della fabbricazione di orologi. Dopo cinque anni Aaron donò la compagnia al suo fratello minore, Eliphalet Whorf Dennison, che riuscì a sviluppare l'azienda su scala industriale.